# Bengt Samuelsson
Bengt Ingemar Samuelsson (21. května 1934 Halmstad – 7. července 2024 Stockholm) byl švédský biochemik, nositel Nobelovy ceny za fyziologii a lékařství za rok 1982; spolu s ním cenu dostali Sune Bergström a John R. Vane. Cena byla udělena za výzkum prostaglandinů a příbuzných látek. Samuelsson vystudoval univerzitu Institut Karolinska, kde se pak roku 1967 stal profesorem.